# تشو تونغ
تشو تونغ (بالصينية: 周通) (12 يناير 1990 بزيبو في الصين - ) هو لاعب كرة قدم صيني في مركز الوسط. لعب مع داليان ييفانغ ونادي تيانجين تيدا وShijiazhuang Tiangong F.C. ‏.

## وصلات خارجية
- تشو تونغ على موقع قاعدة بيانات كرة القدم.إي يو (الإنجليزية)
- تشو تونغ على موقع Soccerway.com (الإنجليزية)